# Frédérick Bousquet
Frédérick Bousquet (Perpinyà, 8 d'abril de 1981) és un nedador nord-català especialista en velocitat en estil lliure i papallona. Ha competit per França en els Jocs Olímpics, els Campionats del Món de natació en piscina llarga i curta, els Campionats d'Europa en llarga i curta i en els de França. Ha batut tres rècords del món.

## Biografia
De gran vocació esportiva, la seva fal·lera infantil pel futbol es va veure estroncada per uns greus problemes d'ossos a l'etapa de creixement. Als 13 anys va decidir-se a canviar d'esport i va començar a practicar la natació al club Canet66 de Canet de Rosselló.
El 1999 va passar al CN Antibes d'Antíbol i el 2000 fou seleccionat olímpic per França a Sydney on participà en els relleus 4x100 m lliures. A partir d'aquí, ja es va mantenir al primer nivell. El 2003 va contribuir decisivament a la medalla de bronze de 4x100 m lliures de l'equip francès al Campionat del Món de natació de Barcelona.
Des del 2002 se n'havia anat als Estats Units, a la Universitat d'Alabama a Auburn, on trobà l'oportunitat de perfeccionar la seva tècnica. Malgrat que el 2005 signà pel club de natació de Marsella, mantingué repartides les seves estades entre ambdós països.
L'any 2009 inicià una relació sentimental amb la també nedadora Laure Manaudou, d'origen francès, qui tingué una filla, Manon, l'abril de 2010. Des d'aleshores la parella se separà.

### Rècords del Món
El 2004 va batre el seu primer rècord del món, dels 50 m lliures en piscina petita als Campionats universitaris americans, a Nova York, deixant-lo a 21"10. El 2005 va batre un nou rècord, el de les 50 iardes, a 18"74, a Minneapolis. I, encara, el 2009, en ocasió dels Campionats de França, a Montpeller, va aconseguir el seu tercer rècord mundial, de 50 m lliures, a 20"94, essent el primer home en baixar dels 21".

## Competició
Bousquet ha participat en:
- Tres Jocs Olímpics:
  - Sydney 2000
  - Atenes 2004
  - Pequín 2008

- Cinc Campionats del Món:
  - Barcelona 2003
  - Mont-real 2005
  - Melbourne 2007
  - Roma 2009
  - Xangai 2011
  - Barcelona 2013

- Tres Campionats d'Europa en piscina llarga:
  - Hèlsinki 2000
  - Budapest 2006
  - Budapest 2010

- Cinc Campionats d'Europa en piscina curta:
  - Viena 2004
  - Trieste 2005
  - Hèlsinki 2006
  - Rijeka 2008
  - Istanbul 2009

Així com en els campionats de França d'aquests mateixos anys tant en piscina llarga com en curta i en el circuit americà universitari.